# 天主教卡斯泰拉內塔教區
天主教卡斯泰拉內塔教區（拉丁語：Dioecesis Castellanetensis）是天主教會在義大利的一個教區。屬塔蘭托總教區。
教區比較可靠的成立時間在十一世紀下半葉。教區範圍包括塔蘭托省西部七市，2006年有教友124,710人，佔轄區總人口95.9%。教區下轄三十三個堂區，有五十三名司鐸。現任教區主教為克勞狄·馬尼亞戈。